# Teorema no-hair
In relatività generale e in astrofisica, il teorema no-hair (dall'inglese no hair theorem, letteralmente "senza capelli"; a volte tradotto come teorema dell'essenzialità o teorema della calvizie) afferma che un buco nero è completamente caratterizzato da tre parametri fisici: massa, carica elettrica, e momento angolare. In pratica, le osservazioni indicano che i buchi neri non possiedono una carica elettrica, quindi i parametri fondamentali sono solo la massa e il momento angolare (o spin). Dopo il collasso gravitazionale del corpo che produce il buco nero, tutte le altre informazioni sull'oggetto (i "capelli"), diventano del tutto inaccessibili, in quanto scompaiono dietro l'orizzonte degli eventi del buco nero. Ad esempio, sono perse tutte le informazioni sulla natura e sul numero delle particelle di cui era composto il corpo. Il nome del teorema deriva da una frase del fisico John Archibald Wheeler: "a black hole has no hair", che sottolinea scherzosamente la perdita di informazioni in un buco nero.
La dimostrazione di questo teorema è stata completata nel corso di anni grazie agli sforzi di diversi autori, tra cui Werner Israel, Brandon Carter, Stephen Hawking e Roger Penrose.
Un primo decisivo passo verso il teorema fu ottenuto da Israel, che riuscì a dimostrare che una soluzione statica delle equazioni di Einstein nel vuoto deve possedere simmetria sferica. Ma per il teorema di Birkhoff, la metrica di Schwarzschild è l'unica soluzione a simmetria sferica, e di conseguenza anche l'unica soluzione statica.
Lo stesso Israel estese il risultato al caso di buco nero elettricamente carico, che nel caso statico genera la metrica di Reissner-Nordström.
Fu quindi congetturato da Israel, Penrose e Wheeler che la soluzione più generale nel caso stazionario fosse la metrica di Kerr-Newman. È possibile oggi dimostrare tale congettura, introducendo opportune ipotesi matematiche, che non inficiano la validità generale del risultato dal punto di vista fisico.
Seppure il teorema rimanga formalmente corretto, lo stesso Hawking ha iniziato a dubitare della sua rilevanza fisica: alcune delle ipotesi di base infatti sembrano essere troppo stringenti ed il modello potrebbe non riuscire a descrivere l'effettiva ricchezza della situazione fisica in esame. Nuovi modelli, basati su ipotesi più rilassate e un nuovo paradigma, sono in corso di stesura a partire dal 2014; tali classi di modelli sono noti come "buchi neri dai capelli soffici".

## Buchi neri non rotanti
Di seguito riportiamo i principali teoremi di unicità che possono essere dimostrati per i buchi neri non rotanti.

### Unicità della metrica di Schwarzschild
La regione di spaziotempo che circonda un buco nero non rotante e privo di carica elettrica, in condizioni statiche, è descritta dalla metrica di Schwarzschild:
{\displaystyle ds^{2}=S^{2}dt^{2}-{\frac {dr^{2}}{S^{2}}}-r^{2}d\Omega ^{2}\;\;{\textrm {con}}\;S^{2}=1-{\frac {2M}{r}}}
dove {\displaystyle M} è la massa del buco nero, in unità geometrizzate.
Formalmente, si dimostra che la metrica di Schwarzschild è l'unica soluzione di buco nero delle equazioni di Einstein nel vuoto che soddisfi le seguenti condizioni:
1. l'orizzonte degli eventi è regolare, cioè la sua gravità di superficie è non nulla ({\displaystyle \kappa \neq 0})
2. la regione di spaziotempo esterna è statica e asintoticamente piatta.

In contesti fisicamente significativi, le condizioni si possono considerare soddisfatte, garantendo l'unicità della soluzione di Schwarzschild.

### Unicità della metrica di Reissner-Nordström
Il risultato sopra enunciato si può generalizzare al caso di buco nero elettricamente carico, sostituendo la metrica di Schwarzschild con quella di Reissner-Nordström:
{\displaystyle ds^{2}=R^{2}dt^{2}-{\frac {dr^{2}}{R^{2}}}-r^{2}d\Omega ^{2}\;\;{\textrm {con}}\;R^{2}=1-{\frac {2M}{r}}+{\frac {Q^{2}+P^{2}}{r^{2}}}}
dove {\displaystyle M} è la massa del buco nero, {\displaystyle Q} la sua carica elettrica, e {\displaystyle P} la sua eventuale carica magnetica. L'unicità della soluzione, anche in questo caso, è garantita dalle due condizioni già viste. In questo caso, la regolarità dell'orizzonte degli eventi si può tradurre nella disuguaglianza {\displaystyle M^{2}>Q^{2}+P^{2}}, che si ricava dalla formula
{\displaystyle M^{2}=\left({\frac {\kappa }{4\pi }}A\right)^{2}+Q^{2}+P^{2}}
({\displaystyle A} è la superficie dell'orizzonte) e imponendo {\displaystyle \kappa \neq 0}. In assenza di carica magnetica, la condizione di regolarità si riduce a {\displaystyle M>|Q|}.

## Buchi neri rotanti
Nel caso di buchi neri rotanti, la complicazione risiede nel fatto che si ha solo simmetria assiale e non più sferica. Si può comunque dimostrare, con opportune ipotesi, che la soluzione è unica anche in questo caso.

### Unicità della metrica di Kerr-Newman
La regione di spaziotempo che circonda un buco nero rotante carico elettricamente (trascuriamo la carica magnetica), in condizioni stazionarie, è descritta dalla metrica di Kerr-Newman:
{\displaystyle ds^{2}=-\left({\frac {dr^{2}}{\Delta }}+d\theta ^{2}\right)\rho ^{2}+\left(dt-a\sin ^{2}\theta \,d\phi \right)^{2}{\frac {\Delta }{\rho ^{2}}}-\left(\left(r^{2}+a^{2}\right)d\phi -a\,dt\right)^{2}{\frac {\sin ^{2}\theta }{\rho ^{2}}}}
dove
{\displaystyle a={\frac {J}{M}}}
{\displaystyle \rho ^{2}=r^{2}+a^{2}\cos ^{2}\theta }
{\displaystyle \Delta =r^{2}-2Mr+a^{2}+Q^{2}}
a, il rapporto tra il momento angolare totale J e la massa, si dice parametro di spin. Formalmente, si dimostra che:
la metrica di Kerr-Newman è l'unica soluzione di buco nero, elettricamente carico e rotante, delle equazioni di Einstein nel vuoto che soddisfi le seguenti condizioni:
1) {\displaystyle M^{2}>a^{2}+Q^{2}}
2) l'orizzonte degli eventi è regolare
3) la regione di spaziotempo esterna è stazionaria, assisimmetrica e asintoticamente piatta.

### "No hair"
In virtù del teorema di unicità della metrica di Kerr-Newman, si può verificare che la struttura dello spaziotempo intorno ad un buco nero rotante è univocamente determinata da 3 parametri: massa, parametro di spin e carica elettrica. Le osservazioni indicano che i buchi neri non possiedono carica elettrica (né tanto meno magnetica), quindi la massa e lo spin caratterizzano completamente un buco nero. Nei termini pittoreschi di Wheeler, si può dire che un buco nero ha solo "due capelli".